# Пахта
Па́хта (из фин. pyöhtää «пахтать, сбивать масло» либо из фин. pahtaa «сгущать, давать затвердеть, застыть») — обезжиренные сливки, побочный продукт, получаемый при производстве масла из коровьего молока.

## Описание
Пахта содержит до 9 % сухих веществ (в том числе 4,5—5% молочного сахара, 3,2—3,5 % белка, 0,5—0,7 % минеральных веществ, 0,2—0,5 % жира), витамины (А, В, D, Е, биотин, РР, холин), фосфатиды (включая лецитин, регулирующий холестериновый обмен).
Её калорийность: 30—33 килокалорий в 100 граммах.

## Применение
Употребляется в пищу в натуральном виде или перерабатывается в кисломолочные продукты, напитки, входит в состав некоторых видов диетических сыров.
Сухая и сгущённая пахта используется в хлебопекарной и кондитерской промышленности.
Пахта — традиционный ингредиент для ирландского хлеба на соде, её часто используют в выпечке кексов. В результате реакции кислоты с разрыхлителем и питьевой содой выделяется двуокись углерода, и хлеб поднимается, становится пышным.
Пахта используется при приготовлении каш, заменяя воду частично или полностью; также пахта используется для приготовления кофе и для заправки творога. Она вполне может заменить более жирную сметану.
Пахта скармливается молодняку сельскохозяйственных животных.